# Anomala fulvocalceata
Anomala fulvocalceata är en skalbaggsart som beskrevs av Ohaus 1916. Anomala fulvocalceata ingår i släktet Anomala och familjen Rutelidae. Inga underarter finns listade i Catalogue of Life.